# Scania OmniCity
Le Scania OmniCity est une gamme d'autobus à plancher bas de la société Scania. Il est intégralement construit en Pologne, à Słupsk.
En 2006, une nouvelle version est sortie pour être compatible avec la norme Euro IV). À cette occasion, l'Omnicity a subi quelques changements au niveau du design avec des nouveaux phares avant et quelques retouches à l'arrière du véhicule.

## Versions disponibles

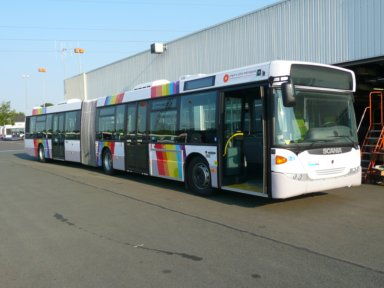
OmniCity d'Angers

Scania commercialise plusieurs versions de l'Omnicity, qui ont toutes un plancher surbaissé :
- Omnicity standard 12 mètres[1] ;
- Omnicity articulé 18 mètres[1] ;
- Omnicity deux étages 10,6 mètres[1].

L'Omnicity n'est apparu en Grande-Bretagne qu'en 2002 ; le pupitre de conduite à droite n'était pas au catalogue auparavant.
La version double decker est sortie en 2005 et vise particulièrement le marché de la Grande-Bretagne.

L'association Autobus Passion a conservé l'Omnicity articulé n°1684 de la RATP.
Modèles concurrents :
-Omnicity I standard: Mercedes-Benz Citaro C1; Volvo 7000; Renault / Irisbus Agora; MAN NL 263; Solaris Urbino I & II; Heuliez GX 317; Iveco Cityclass; Setra S 315 NF; Van Hool A330; Neoplan Centroliner; Bredamenarinibus Monocar 240; Jonckheere Transit 2000…
-Omnicity II standard : Mercedes-Benz Citaro C1 facelift; Volvo 7700; Irisbus Citelis; MAN Lion’s City; Solaris Urbino III; Heuliez GX 327; Irisbus Cityclass; Van Hool NewA330; Setra S 415 NF; Bredamenarinibus Avancity; Neoplan Centroliner Evolution; Berkhof Citea; Göppel Go4City…